# Exochomus marginipennis
Exochomus marginipennis är en skalbaggsart som först beskrevs av Leconte 1824.  Exochomus marginipennis ingår i släktet Exochomus och familjen nyckelpigor. Inga underarter finns listade i Catalogue of Life.